# 高崧 (成化进士)
高崧（1435年—？），字鍾秀，河南開封府許州襄城縣人，明朝政治人物。進士出身。

## 生平
河南鄉試第三十二名。成化二年（1466年）丙戌科會試第一百名，殿試登進士第三甲第三十名。

## 家族
曾祖高才。祖父高整。父亲高諒。